# Fado - sange fra Lissabons hjerte
Fado - sange fra Lissabons hjerte er en musikfilm fra 2003 instrueret af Anders Leifer.

## Handling
»Fado« er en musikfilm - og et kærligt portræt af nogle af de mennesker, eller skæbner, der dedikerer deres liv til de melankolske portugisiske fadosange på et lille værtshus i Lissabons gamle Alfama-kvarter: Døgenigten og kolonikrigsveteranen Zé António, der først rigtigt kommer til live efter et par glas, når mørket er faldet på. Charmøren Gonçalo, der egentlig er professionel sanger, og som deler sit liv mellem Lissabons nætter og de store vidder i hjemegnen Alentejo. Og gamle Suzete, som én gang om ugen forlader forstaden og vender tilbage til byen, hvor hun er født, for at synge hele sin længsel ud...